# Schloss Girsberg

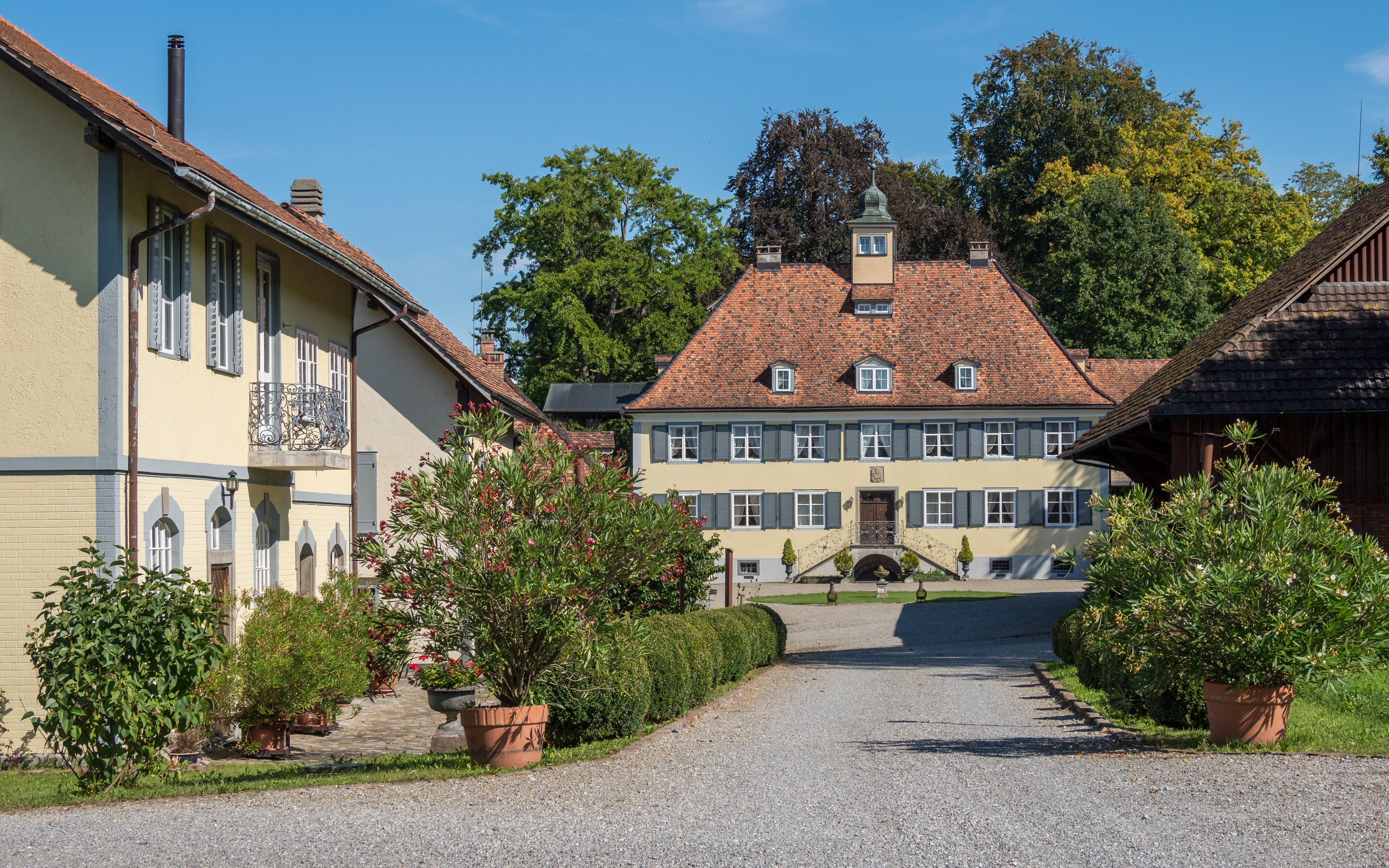
Schloss Girsberg in Kreuzlingen

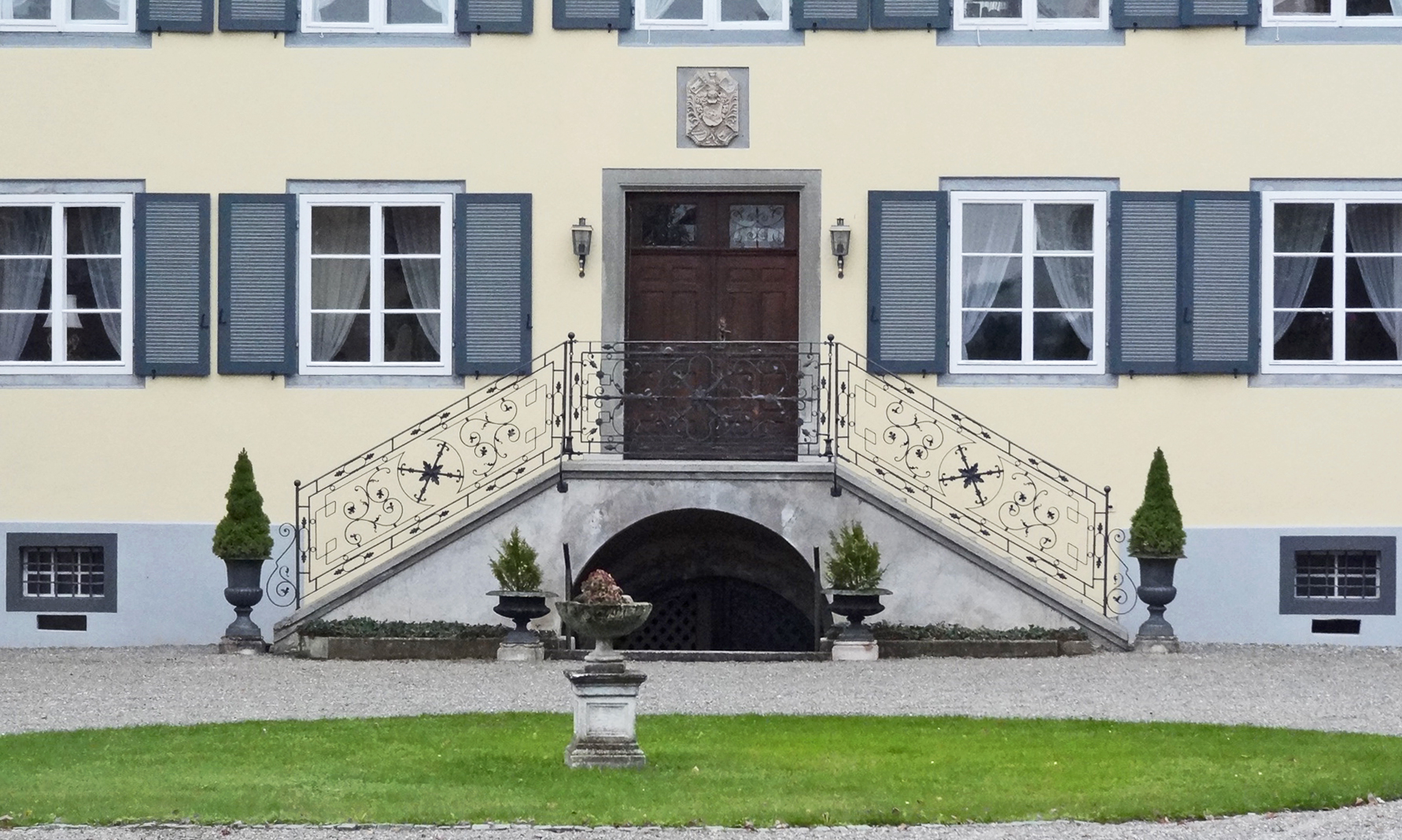
Freitreppe und Wappen über dem Eingangsportal

Schloss Girsberg oder Mittel-Girsberg befindet sich in Emmishofen, einer früher selbstständigen Gemeinde, seit 1928 Ortsteil von Kreuzlingen, Hauptort des gleichnamigen Bezirkes des Schweizer Kantons Thurgau.

## Geschichte

### 15. bis 17. Jahrhundert
Als nach 1363 etwas oberhalb von Alt-Girsberg, dem heutigen Schloss Brunnegg, ein weiteres Gut entstanden war, wurde dieses als Ober-Gyrsberg bezeichnet. Das führte später zu Namensverwechslungen, als dann ein noch höherer gelegener „Ober-Girsberg“, das heutige Schloss Ebersberg, aufkam.
Das heute als Girsberg bezeichnete Schloss wird urkundlich erstmals 1473 erwähnt. Es gehörte damals Konrad Kupfermann. Danach ging es an Peter Breunli, dann an Hans Lewenberg zu Altiken. 1518 kaufte es Ulrich von Wengy, Arzt in Konstanz. 1539 erwarb es der Konstanzer Bürger Nicolaus de Gall. Er entstammte der Comasker Kaufmannsfamilie de Galis de Cermenate und ist Ahnherr auch der hessischen Familie von Gall. Über den Erwerb des Gutes und das Ersuchen des Nicolaus de Gall an die niedere Gerichtsbarkeit gibt ein Protokoll der Tagsatzung von Baden vom 26. August 1539 Auskunft.
Später ging Girsberg an Junker Hans Nythart, dessen Witwe es an Georg von Knöringen verkaufte. Dessen Witwe wiederum überliess den Besitz dem Kloster Kreuzlingen, welches bald danach eine Kapelle baute. 1567 verkaufte das Kloster an den Domherrn Sebastian von Herbstheim, dem seit 1565 bereits der Alt-Girsberg gehörte. Ihm wurde Mittel-Girsberg 1582 von den Eidgenossen zum Freisitz erklärt.
Von Herbstheims Erben übernahmen 1588 die Brüder Mayer von Stein am Rhein und verkauften das Schloss 1594 für 10'500 Gulden an den Domherrn Paul Albert, dem späteren Bischof von Breslau. Nach dessen Tode ging das Gut in den Besitz des Bistums Breslau, welches es Kaiser Rudolf II. schenkte. Dieser bevollmächtigte den Konstanzer Bischof Johann Georg und Maximilian Schenk von Staufenberg, Stadthauptmann in Konstanz, das Schloss zu veräussern. In einer Versteigerung kaufte es die Reichsabtei Petershausen in Konstanz. Nach fünfzig Jahren geriet das Kloster in finanzielle Schwierigkeiten und verkaufte Girsberg an Junker Johann Anton Würz von Rudenz. Seine Erben verkauften 1679 das Schloss für 15'500 Gulden dem Kloster Zwiefalten.

### Kloster Zwiefalten, Besitzer von 1679 bis 1803
Im Vertrag ist der damalige Zustand des Schlosses Girsberg dokumentiert. Der Sitz mit Gerichtsherrlichkeit Mittel-Gyrsberg umfasste die zu 2'000 Gulden bewerteten, «„wohl erbauten“ zwei Behausungen samt Mobiliar, mit vier Stuben, drei Küchen, einem Schreibstübli, Speisekammern, acht Kammern, drei gewölbten und einem ungewölbten Keller samt den grossen fast neuen Lagerfässern, einen Torkel samt aller Zugehör, ferner Scheune, doppelte Stallung, namhafte „Schüttinen“ und ein „schönes freistehendes, mittelgrosses Kirchlein“. Dies alles in einer Mauer zusammengefasst.» Ausserhalb standen Backhaus und Schopf. Zur Liegenschaft gehörten ferner die um 12'250 Gulden geschätzten 10 Jucharten Reben, 50 Mahd Wiesen, 38 Jucharten Ackerfeld, 5 Jucharten Wald, eine halbe Emmishofer Schuppis. Der Herrschaftssitz besass alle Rechte und Gerechtigkeiten wie andere Herrschaften und Gerichtsherrlichkeiten im Thurgau.
Im Jahre 1790 liess das Kloster das alte Schloss abbrechen, ein neues erbauen und machte es zu einer Statthalterei. In der um 1840 abgebrochenen Kapelle, die östlich des Schlosses stand, befand sich eine Glocke mit der Inschrift: A fulgure, grandine et mala tempestate libera nos Domine und S. Blasi, ora pro nobis. Dazu die Aufschrift „Durch feier und hitz bin ich geflossen, Leonhard Rosenlächer hat mich zu der Ehr Gottes in Constanz gegossen 1762“. Diese Glocke befindet sich jetzt im heutigen Türmchen des Schlosses.

### 19. bis 21. Jahrhundert
Im Zuge der Säkularisation fiel das Schloss 1803 an das Haus Württemberg als Entschädigung für den Verlust der Grafschaft Montbéliard. Friedrich II., später erster König von Württemberg, liess das Schloss 1803 versteigern. Für 26'000 Gulden kaufte es der Genfer Fabrikant und Bankier Jacques Louis Macaire de L’Or, der sich in Konstanz niedergelassen hatte, und verpachtete es im folgenden Jahr an Salomon Högger in Bischofszell. Später erbte Sohn David Macaire das Schloss. Eine seiner Töchter, Amélie (1816–1852), heiratete den Grafen Friedrich von Zeppelin (1807–1886), Sohn des württembergischen Ministers Ferdinand Ludwig Graf von Zeppelin (1771–1829). Das Paar erhielt den Girsberg 1840 als Weihnachtsgeschenk und nahm zusammen mit seinen Kindern Eugenia, Eberhard und dem erstgeborenen Sohn Ferdinand Graf von Zeppelin (1838–1917) dort Wohnsitz.
Ferdinand, der berühmte Luftschifffahrer, war ab 1870 alleiniger Besitzer von Girsberg, und er verbrachte viel Zeit auf seinem Gut, hauptsächlich in den Sommermonaten. Besonders sein siebzigster Geburtstag am 8. Juli 1908, als abends fast das ganze Dorf mit einem Fackelzug zum Girsberg marschierte und ein Feuerwerk der dorfeigenen Feuerwerkfabrik Alois Müller abgebrannt wurde, blieb noch lange in der Erinnerung der Emmishofer. Nach Ferdinand von Zeppelins Tod erbte seine Tochter Helene (Hella) Gräfin von Brandenstein-Zeppelin (1879–1967) den Girsberg. 1960 überschrieb sie es ihrer Tochter Alexandra (Alexa) Baronin von Koenig-Warthausen (* 1911, Schwägerin von Friedrich Karl von Koenig-Warthausen), die bis zu ihrem Tode 1997 auf dem Schloss wohnte. 
Bereits 1983 hatte Alexa von Koenig-Warthausen, unter der Bedingung eines lebenslangen Wohnrechts, den Besitz an das befreundete Ehepaar Kurt und Jolanda Schmid-Andrist verkauft. Diese liessen zwischen 1985 und 1987 auf Schloss Girsberg verschiedene Renovierungsmassnahmen vornehmen.
Im Jahr 2002–2003 wurde die landwirtschaftlich nicht mehr genutzte Gutsscheune in eine „Kulturscheune“ umgebaut. Diese beherbergt seitdem ein Puppenmuseum und ein Gedächtniszimmer für Ferdinand Graf von Zeppelin. Das Puppenmuseum wurde in den Räumlichkeiten des Schlosses um Puppen und mechanisches Spielzeug der Zürcher Sammlerin Marguerite Stohler-Daeniker erweitert.